# 次世代防火牆
次世代防火墙（又称下一代防火牆，縮寫為NGFW），是一種整合式的網路平台，除了傳統的防火牆功能之外，還包括線上深度封包檢測（DPI），入侵預防系統（IPS），應用層偵測與控制，SSL/SSH檢測，網站過濾，以及QoS/頻寬管理等功能，使得這個系統能夠應對複雜而高智慧的網路攻擊行動。其他技術還可以被採用，例如TLS/SSL加密流量檢查，網站過濾，QoS/帶寬管理，防病毒檢測和第三方身份管理集成（即LDAP，RADIUS，Active Directory）。

## 與傳統防火牆的比較
NGFW包括傳統防火牆的典型功能，如封包過濾，網絡和端口地址轉換（NAT），狀態檢查和虛擬私人網路（VPN）支持。 下一代防火牆的目標是包含OSI模型的更多層次，改進了依賴於數據包內容的網絡流量過濾。